# Río Frainos
El río Frainos, también conocido popularmente como río de Penáguila o de Alcolecha, es un río que nace en la Sierra de Aitana. Es el afluente más grande del río Serpis. Este río discurre por varios pueblos de la provincia de Alicante que son Alcolecha, Penáguila  y Benilloba. Su principal afluente es el río Seta.